# Кем (притока Јенисеја)
Кем је река у северном делу Краснојарске Покрајине у Руској Федерацији. То је лева притока реке Јенисеј.
Укупна дужина реке је 356 km, а површина слива је 8.940 km². Величина реке углавном зависи од количине снега који се топи у пролеће. Усред обилних у киша, токоп пролећа и лета, количина воде у реци се знатно повећава, па су поплаве честе у мају и током целог лета. Према запажањима од 1960. до 1993. године, просечни годишњи проток воде у близини села Микхаиловка (141 km од ушћа реке) је 12,86 m³/s.
Главне притоке Кема су: Бела (лева притока) и Тииа (десна притока). На ушћу реке Кем, налази се истоимено насеље.